# Ahaya Secoffee
Ahaya Secoffee, noto anche con lo pseudonimo di Cowkeeper (Oconee, 1710 – St. Augustine, 1783), è stato un condottiero nativo americano e capotribù dei Seminole.

## Biografia
Nacque presso Oconee in Georgia circa nel 1710 in una tribù Seminole. Da ragazzino fu costretto a scappare e ad assumere il comando del proprio popolo per scampare dall'invasione degli europei, che avevano già raso al suolo interi villaggi e sterminato centinaia di tribù indiane. Trovarono riparo presso il fiume Chattahoochee, nel nord della Florida. Intorno ai venticinque anni, Ahaya era stato scelto come capo del suo villaggio. Sviluppò un odio per gli spagnoli che governavano la Florida, che cercavano di costringere i Seminole a servirli come miliziani e lavoratori. Quando James Oglethorpe, governatore della Georgia, lanciò un raid inglese contro la capitale spagnola a St. Augustine nel 1740, Ahaya riuscì a respingerlo con l'aiuto di soli 45 guerrieri. Verso l'anno 1750, Ahaya condusse il suo popolo a sud verso l'attuale Payne Prairie, probabilmente vicino alle rovine del villaggio Timucua di Potano. Trovarono abbondanti pesci e selvaggina, così come molte mucche selvatiche. Il suo popolo riunì il bestiame per formare una vasta mandria (che secondo alcune fonti s'imbizzarrì perdendo il controllo) Ahaya riuscì a domare i bovini guadagnandosi il suo nome inglese come "Cowkeeper". Nel 1757, il popolo di Ahaya aveva un fiorente villaggio chiamato Cuscowilla, sulla sponda nord-occidentale del lago Tuscawilla, dove ora sorge la moderna città di Micanopy. Quell'anno, il capo visitò il Governatore della Georgia e espresse il suo odio sia per gli spagnoli che per le tribù indiane alleate con loro. Ha spiegato di aver sognato suo padre, Hook'ee, che gli avrebbe detto di dover uccidere 100 soldati spagnoli per garantirsi la pace nell'aldilà. Nel 1763, quando la Spagna cedette la Florida agli inglesi dopo la Guerra dei Sette Anni, in cambio del territorio ad ovest del fiume Mississippi, Ahaya fu felicissimo. Tornò a St. Augustine per l'elezione del nuovo governatore britannico Patrick Tonyn. Gli inglesi trattarono il suo popolo come separato e distinto dagli altri nativi della Florida, definendoli "Seminole", un nome derivato dalla parola spagnola "Cimarones", che significa "Fuggitivi" (Perché appunto, dovettero fuggire nel 1730 dagli spagnoli che occupavano le loro terre). Alla fine, questo nome è stato applicato a tutte le persone che hanno formato una nuova tribù da Creek e altri popoli Muskogean. Nel 1774, il naturalista William Bartram di Filadelfia visitò Ahaya a Cuskowilla. È stato onorato con una grande festa con i migliori bovini della tribù dell'Alachua. Quando Bartram spiegò al suo ospite che era interessato a studiare le piante e gli animali locali, Ahaya era divertito. Chiamò lo scienziato americano "Puc-puggee", o "il cacciatore di fiori". Ma, inoltre, gli ha dato libero sfogo per esplorare le sue terre. Nello stesso anno, un colono della Georgia di nome John Bryan tentò di ingannare i capi Creek in quella colonia per firmare i diritti della tribù sulle terre in Florida. Ahaya rimase scioccato quando l'uomo audace viaggiò fino a sud come la prateria di Payne per incidere il suo nome in una quercia rossa, ma i suoi alleati intervennero rapidamente. Il governatore James Wright della Georgia informò l'insenatura dell'inganno di Bryan, e il governatore Tonyn della Florida emise un mandato di cattura per lui. Nel 1783, quando gli inglesi cedettero la Florida agli spagnoli dopo la sconfitta nella guerra d'indipendenza americana, Ahaya vide la possibilità di realizzare la visione che ebbe del padre (quella di uccidere 100 soldati spagnoli per garantirsi la pace quando sarebbe morto). Organizzò una festa con i suoi coetanei prima di irrompere a St. Augustine, ma si ammalò. Sapendo che la sua fine era vicina, convocò i suoi figli Payne e Bowlegs al suo fianco per confessare di aver ucciso solo 86 spagnoli e chiese loro di uccidere i rimanenti 14 nel suo nome.